# Morti nel 1421
| Questa pagina contiene informazioni ricavate automaticamente dalle voci biografiche con l'ausilio del template Bio e di un bot. L'aggiornamento è periodico e automatico e ricostruisce completamente la pagina. Se manca una persona in questa lista, sei pregato di non aggiungerla, ma accertati piuttosto che la sua voce biografica contenga il template Bio e che i dati anagrafici siano correttamente compilati. Se il template Bio manca, inseriscilo tu stesso o, in alternativa, metti l'avviso {{tmp\|Bio}} che ne segnala la mancanza. Se i dati riportati sono sbagliati, correggi direttamente la voce biografica; le modifiche saranno visibili in questa lista entro pochi giorni. Per chiarimenti vedi il progetto biografie. La lista contiene solo le 22 persone che sono citate nell'enciclopedia e per le quali è stato implementato correttamente il template Bio. Pagina aggiornata al 10 feb 2025. |

- 10 gennaio - Niccolò Trincia Trinci, nobile italiano
- 3 marzo - Jan Kropidło, arcivescovo cattolico polacco
- 22 marzo - Tommaso Plantageneto, I duca di Clarence, nobile inglese (n. 1388)
- 23 marzo - Gonçalo Vasques Coutinho, nobile portoghese
- 28 marzo - Thomas de Camoys, nobile inglese (n. 1351)
- 5 aprile - Baldassarre di Werle, principe (n. 1375)
- 21 aprile - John FitzAlan, XIII conte di Arundel, nobile inglese (n. 1385)
- 26 maggio - Mehmet I, sultano ottomano (n. 1386)
- 21 giugno - Jean II Le Meingre, cavaliere medievale, diplomatico e politico francese (n. 1364)
- 12 dicembre - Sibilla de Cetto, nobildonna italiana
- Abu Sa'id Uthman III, sultano marocchino
- Filippo Arcelli, condottiero italiano
- Beyazıd Pascià, politico ottomano
- Gino di Neri Capponi, politico italiano (n. 1350)
- Conte da Carrara, condottiero italiano
- Antonio da Cividale, monaco cristiano e compositore italiano
- Giampietro Ferraris, giurista italiano (n. 1364)
- Francesco da Fiano, umanista italiano (n. 1350)
- Philibert de Naillac, francese
- Nanni di Banco, scultore italiano
- Enrico III Rosso, nobile, politico e militare italiano
- Angelo Tartaglia, nobile e condottiero italiano (n. 1370)